# طاهر التمسمانی
طاهر التمسمانی (انگلیسی: Tahar Tamsamani؛ زادهٔ ۱۰ سپتامبر ۱۹۸۰) بوکسور اهل مراکش است.
وی در مسابقات کشوری و بین‌المللی در مجموع برندهٔ ۱ مدال طلا، ۱ مدال برنز شده‌است.